# 溝口政勝
溝口 政勝（みぞぐち まさかつ）は、江戸時代前期の大名。越後国沢海藩2代藩主。官位は従五位下・土佐守。

## 略歴
初代藩主・溝口善勝の長男として誕生した。幼名は金十郎。
寛永11年（1634年）、父の死去により跡を継ぐ。このとき、所領1万4000石から弟の助勝に3000石、直勝に1000石を分与した。後に嗣子なくして助勝が死去すると、もう一人の弟の信勝に2000石を与えた。
寛文10年（1670年）正月28日、63歳で死去し、跡を長男の政良が継いだ。法号は恵観浄智清香院。墓所は新潟市江南区沢海の大栄寺。

## 系譜
- 父：溝口善勝
- 母：慶春院 - 前田長種娘
- 正室：蝶姫 - 溝口宣勝娘
  - 長男：溝口政良